# Золотое правило нравственности
Золотое правило нравственности — общее этическое правило, которое можно сформулировать так: не делайте другим то, что вы не желаете для себя, и поступайте с другими так, как хотели бы, чтобы с вами поступили.
Золотое правило нравственности издревле известно в религиозных и философских учениях Востока и Запада, лежит в основе многих мировых религий: авраамических, дхармических, конфуцианства и античной философии и является основополагающим мировым этическим принципом.

## Виды
Являясь выражением некоторого общефилософского и морального закона, золотое правило в различных культурах может иметь различные виды. Учёными и философами были предприняты попытки классифицировать формы золотого правила по этическим или социальным признакам.
Мыслитель Христиан Томазий выделял три формы «золотого правила», разграничивая сферы права, политики и морали и называя их соответственно принципами права (лат. justum), приличия (decorum) и уважения (honestum):
- принцип права требует, чтобы человек не делал никому другому того, чего он не желает, чтобы другой сделал ему;
- принцип приличия состоит в том, чтобы делать другому то, чего он желает, чтобы другой сделал ему;
- принцип уважения предполагает, чтобы человек поступал так, как он желал бы, чтобы поступали другие.

Можно заметить два аспекта правила:
- отрицательный (отрицающий зло) «не делай…»;
- положительный (позитивный, утверждающий добро) «делай…».

Русский философ В. С. Соловьёв называл первый (отрицательный) аспект золотого правила «правилом справедливости», а второй (положительный, Христов) — «правилом милосердия».
Западногерманский профессор XX века Г. Райнер также выделяет три формулировки золотого правила (перекликающиеся с трактовками Христиана Томазия и В. С. Соловьёва):
- правило вчувствования (Einfühlungsregel): «(не) делай другому то, что (не) желаешь себе»;
- правило автономности (Autonomieregel): «(не) делай сам того, что ты находишь (не)похвальным в другом»;
- правило взаимности (Gegenseitigkeitsregel): «как вы (не) хотите, чтобы по отношению к вам поступали люди, (не) поступайте так же и вы по отношению к ним».

## Античная философия
Хотя в произведениях Аристотеля в чистом виде золотое правило не встречается, в его этике есть много созвучных суждений, например, на вопрос «как вести себя с друзьями?», Аристотель отвечал: «Так, как хотелось бы, чтобы они вели себя с вами».
В той или иной форме встречается у Фалеса Милетского, Гесиода, Сократа, Платона, Аристотеля и Сенеки.

## Авраамические религии

### Иудаизм
В Пятикнижии: «Возлюби ближнего твоего, как самого себя» (Лев. 19:18). Эту заповедь иудейские мудрецы[кто?] считают основной заповедью иудаизма.
Согласно известной притче иудеев, один язычник, решивший изучать Тору, пришёл к Шаммаю (он и Гиллель (Вавилонский) были двумя ведущими раввинами своего времени) и сказал ему: «Я обращусь в иудаизм, если ты расскажешь мне всю Тору, пока я стою на одной ноге». Шаммай прогнал его прутом. Когда этот человек пришел к раввину Гиллелю, тот обратил его в иудаизм, изрекши своё золотое правило: «Не делай соседу того, что ненавистно тебе, в этом вся Тора. Остальное — пояснения; теперь иди и учись».

### Христианство
В Новом Завете эта заповедь неоднократно повторялась Иисусом Христом:
- В Евангелии от Матфея: «И так во всём, как хотите, чтобы с вами поступали люди, так поступайте и вы с ними, ибо в этом закон и пророки» (Мф. 7:12), «люби ближнего твоего, как самого себя» (Мф. 19:18—20), «Иисус сказал ему: возлюби Господа Бога твоего всем сердцем твоим и всею душею твоею и всем разумением твоим: сия есть первая и наибольшая заповедь; вторая же подобная ей: возлюби ближнего твоего, как самого себя; на сих двух заповедях утверждается весь закон и пророки» (Мф. 22:37—40)
- В Евангелии от Марка: «любить ближнего, как самого себя, есть больше всех всесожжений и жертв» (Мк. 12:32—34).
- В Евангелии от Луки: «И как хотите, чтобы с вами поступали люди, так и вы поступайте с ними» (Лук. 6:31).

Также это правило неоднократно повторяли ученики Иисуса Христа:
- В Послании к Римлянам апостола Павла: «Ибо заповеди: не прелюбодействуй, не убивай, не кради, не лжесвидетельствуй, не пожелай [чужого] и все другие заключаются в сем слове: люби ближнего твоего, как самого себя» (Рим. 13:8—10).
- В Послании к Галатам апостола Павла: «весь закон в одном слове заключается: люби ближнего твоего, как самого себя» (Гал. 5:13—15).
- В Послании Иакова: «закон царский, по Писанию: возлюби ближнего твоего, как себя самого» (Иак. 2:7—9).
- В Деяниях Апостолов: «Ибо угодно Святому Духу и нам не возлагать на вас никакого бремени более, кроме сего необходимого: воздерживаться от идоложертвенного и крови, и удавленины, и блуда, и не делать другим того, чего себе не хотите. Соблюдая сие, хорошо сделаете. Будьте здравы» (Деян. 15:28—29).

Блаженный Августин писал о золотом правиле в «Исповеди» в 1-й книге (гл. 18) в негативной трактовке: «И, конечно, знание грамматики живёт не глубже в сердце, чем запечатленное в нём сознание, что ты делаешь другому то, чего сам терпеть не пожелаешь».
Папа Григорий Девятый в 1233 году в письме к французскому епископу указывал: «Est autem Judæis a Christianis exhibenda benignitas quam Christianis in Paganismo existentibus cupimus exhiberi» («Христианам следует относиться к иудеям так же, как они хотели бы, чтобы относились к ним самим в языческих землях»).
В Дидахе (1:2) упомянуто золотое правило «всего того, чего не хочешь, чтобы было с тобою, и ты не делай другому».

### Ислам
В Коране золотое правило не встречается, но оно есть одновременно в положительной и негативной трактовке в Сунне (втором, после Корана, источнике исламского права) как одно из изречений Мухаммеда. Согласно исламской традиции, пророк так учил высшему принципу веры: «Делайте всем людям то, что вы желали бы, чтобы вам делали люди, и не делайте другим того, чего вы не желали бы себе». Также приводится другой хадис: «Не уверует никто из вас до тех пор, пока не станет желать своему брату (в Исламе) того же, чего желает самому себе».

## Индуизм
Перед Битвой на Курукшетре, о которой повествуется в «Махабхарате», и которая произошла более 3000 лет до н. э., Видура поучает своего брата царя Дхритараштру[уточнить]:

Пусть [человек] не причиняет другому того, что неприятно ему самому. Такова вкратце дхарма — прочее проистекает от желания.
Оригинальный текст (санскрит)na tat parasya samdadhayat pratikulam yad atmanah

samgrahenaisa dharmah syat kamad anyah pravartat

В Упанишаде возникает новая идея об отсутствии разницы между конечным и вечным, что выражает так называемая упанишадская формула единства: санскр. tát túvam ási, то есть «Это есть ты!». Эта же формула может быть истолкована в виде золотого правила как выражение желания увидеть себя в другом человеке.

## Китайская философия
У Конфуция золотое правило сформулировано в негативной трактовке в его «Беседах и суждениях». Конфуций учил: «Не делай другим того, чего не желаешь себе». Ученик Цзы-гун спросил: «Можно ли всю жизнь руководствоваться одним словом?» Учитель ответил: «Это слово — взаимность. Не делай другим того, чего не желаешь себе» (子貢問曰：“有一言而可以終身行之者乎？” 子曰：“其恕乎！己所不欲，勿施於人” Вэй Лин Гун, 24). Иначе этот вопрос-ответ звучит как: «Есть ли одно слово, по которому можно действовать всю жизнь? Мастер произнёс: Любовь к ближнему. Чего ты не желаешь себе, не делай другому». Схожие принципы, помимо конфуцианства, встречаются в даосизме и моизме.

## Распространение золотого правила на мир природы
Принцип взаимности золотого правила распространяется и на мир природы:

Человеку не следует причинять боль, подчинять себе, порабощать, мучить и убивать ни одно животное, живое существо, организм или чувствующее существо. Это учение о не-насилии непреложно, неизменно и вечно. Точно так же, как страдание болезненно для тебя, оно столь же болезненно, тревожно и пугающе для всех животных, живущих существ, организмов и чувствующих существ.
— Джайнизм. Акарангасутра 4.25—26

Тот, кто собирается взять заострённую палочку и (про)ткнуть ею птенца, должен для начала попробовать это на себе, дабы почувствовать, насколько это больно.
— Африканские традиционные религии. Пословица народа йоруба (Нигерия)

Если сказать, что птицы, лошади, собаки, обезьяны совсем чужие нам, то почему же не сказать, что и дикие, чёрные и жёлтые люди чужие нам? А если признать таких людей чужими, то с таким же правом могут чёрные и жёлтые люди признать чужими белых. Кто же ближний? На это есть только один ответ: не спрашивай, кто ближний, а делай всему живому то, что хочешь, чтобы тебе делали.
— Л. Н. Толстой, «Путь жизни»

## Политика
В Декларации прав человека и гражданина встречается строчка «свобода состоит в возможности делать всё, что не приносит вреда другому», что по смыслу достаточно близко к золотому правилу.

## Критика
Представитель немецкой классической философии Иммануил Кант формулировал близкий к своему знаменитому категорическому практический императив в своём труде «Основы метафизики нравственности» (1785) и развивал в «Критике практического разума» (1788):

… поступай так, чтобы максима твоей воли могла бы быть всеобщим законом.

Поскольку человек является субъектом возможной безусловно доброй воли, он есть высшая цель. Это позволяет представить высший принцип нравственности в другой формулировке:

… поступай так, чтобы ты всегда относился к человечеству и в своем лице, и в лице всякого другого также как к цели и никогда не относился бы к нему только как к средству.

Обсуждая выполнимость этого императива (принципа), в сноске ко второму своему замечанию он писал:

Не следует однако, думать, что тривиальное quod tibi fieri non vis alteri ne feceris может здесь служить путеводной нитью или принципом. Ведь это положение, хотя с разными ограничениями, только выводится из принципа; оно не может быть всеобщим законом, так как не содержит в себе ни основания долга по отношению к самому себе, ни основания долга любви к другим (ведь некоторые охотно согласились бы, чтобы другие не делали им добра, лишь бы не надо было оказывать другим благодеяний), ни, наконец, основания долга из обязательства по отношению друг к другу; ведь преступник, исходя из этого, стал бы приводить доводы против своих карающих судей и т. д.

Нравственный закон, не зависящий от посторонних причин, единственно делает человека по-настоящему свободным.
В то же время для человека моральный закон есть императив, который повелевает категорически, поскольку человек имеет потребности и подвержен воздействию чувственных побуждений, а значит способен к максимам, противоречащим моральному закону. Императив означает отношение человеческой воли к этому закону как обязательность, то есть внутреннее разумное принуждение к нравственным поступкам. В этом заключается понятие долга.
В светской гуманистической форме правило нравственности формулировал и Жан-Поль Сартр в работе «Экзистенциализм — это гуманизм»:

Когда мы говорим, что человек сам себя выбирает, мы имеем в виду, что каждый из нас выбирает себя, но тем самым мы также хотим сказать, что, выбирая себя, мы выбираем всех людей. Действительно, нет ни одного нашего действия, которое, создавая из нас человека, каким мы хотели бы быть, не создавало бы в то же время образ человека, каким он, по нашим представлениям, должен быть. Выбрать себя так или иначе означает одновременно утверждать ценность того, что мы выбираем, так как мы ни в коем случае не можем выбирать зло. То, что мы выбираем, — всегда благо. Но ничто не может быть благом для нас, не являясь благом для всех.